# Eka Kurniawan
Eka Kurniawan (ur. 28 listopada 1975 w Tasikmalaya) – indonezyjski pisarz.
W 1999 roku ukończył studia filozoficzne na Universitas Gadjah Mada. Jako pisarz debiutował książką Pramoedya Ananta Toer dan Sastra Realisme Sosialis. Pracował także jako dziennikarz i scenarzysta dla telewizji. Przełomem w jego karierze okazała się pisana w konwencji realizmu magicznego powieść Cantik Itu Luka (wyd. pol. pt. Piękno to bolesna rana), która odniosła sukces w rodzimym kraju i została przełożona na prawie 30 języków.
Jako pierwszy pisarz z Indonezji został nominowany do nagrody The Man Booker International Prize.

## Twórczość
Powieści
- Cantik Itu Luka (2002), Yogyakarta: AKYPress & Penerbit Jendela. Ponowne wydanie, 2004, Jakarta: Gramedia Pustaka Utama. Wydanie polskie: Piękno to bolesna rana, przekł. Jędrzej Polak, Wydawnictwo Literackie, Kraków 2016.
- Lelaki Harimau (2004). Jakarta: Gramedia Pustaka Utama. Wydanie polskie pt. Człowiek tygrys, przekł. Jędrzej Polak, Wydawnictwo Literackie, Kraków 2018.
- Seperti Dendam, Rindu Harus Dibayar Tuntas (2014). Jakarta: Gramedia Pustaka Utama.
- O (2016). Jakarta: Gramedia Pustaka Utama.

Opowiadania
- Corat-coret di Toilet (2000). Yogyakarta: Yayasan Aksara Indonesia. Ponowne wydanie 2014, Jakarta: Gramedia Pustaka Utama.
- Gelak Sedih dan Cerita-cerita Lainnya (2005). Jakarta: Gramedia Pustaka Utama.
- Cinta Tak Ada Mati dan Cerita-cerita Lainnya (2005). Jakarta: Gramedia Pustaka Utama.
- Kumpulan Budak Setan (2010, wraz z: Intan Paramaditha, Ugoran Prasad). Jakarta: Gramedia Pustaka Utama.
- Perempuan Patah Hati yang Kembali Menemukan Cinta Melalui Mimpi (2015). Yogyakarta: Bentang Pustaka.

Literatura faktu
- Pramoedya Ananta Toer dan Sastra Realisme Sosialis (1999). Yogyakarta: Yayasan Aksara Indonesia. Ponowne wydanie 2002, Yogyakarta: Penerbit Jendela. Ponowne wydanie 2006, Jakarta: Gramedia Pustaka Utama.